# Église Saint-Pierre-ès-Liens de Bassignac-le-Haut
L'église Saint-Pierre-ès-Liens est une église catholique située à Bassignac-le-Haut, dans le département français de la Corrèze.

## Localisation
L'église est située dans le département français de la Corrèze, sur la commune de Bassignac-le-Haut.

## Historique
L'église a été inscrite au titre des monuments historiques le 4 février 1988.

## Objets protégés
Quatre tableaux d'autel du XVIIIe siècle ont été inscrits comme monuments historiques au titre objet :
- Saint Roch[2],
- Saint Jean-Baptiste[3],
- Remise du rosaire à saint Dominique et sainte Catherine de Sienne[4],
- Christ en Croix[5].